# Новак, Василий Лукич
Василий Лукич Новак (25.1.1925, Сумская область — 26.1.1944, Черкасская область) — пулемётчик 615-го стрелкового полка 167-й Краснознамённой Сумско-Киевской стрелковой дивизии 38-й армии 1-го Украинского фронта, красноармеец.

## Биография
Родился 25 января 1925 года в селе Вакаловщина ныне Сумского района Сумской области Украины в семье крестьянина. Украинец. Член ВЛКСМ с 1939 года. Окончил 8 классов Битицкой средней школы. Работал в колхозе.
В Красной Армии с апреля 1943 года. В том же году на фронте. Сражался на Воронежском и 1-м Украинском фронтах. Освобождал от врага Сумы, Ромны, принимал участие в боях на Днепре.
Пулемётчик 615-го стрелкового полка комсомолец красноармеец Василий Новак отличился 26 сентября 1943 года при форсировании Днепра в районе села Вышгород и в боях за освобождение Киева 6 ноября 1943 года.
Указом Президиума Верховного Совета СССР «О присвоении звания Героя Советского Союза генералам, офицерскому, сержантскому и рядовому составу Красной Армии» от 10 января 1944 года за «образцовое выполнение боевых заданий командования на фронте борьбы с немецко-фашистскими захватчиками и проявленные при этом отвагу и геройство» удостоен звания Героя Советского Союза.
Погиб в бою 26 января 1944 года. Похоронен в братской могиле на территории Федюковской средней школы Лысянского района Черкасской области, где ему установлен памятник.
Награждён орденом Ленина, медалью.
Память
- Именем Героя названы Битицкая школа, где он учился, носил имя её пионерский отряд, на здании школы установлена мемориальная доска. В Федюковской и Битицкой школах созданы уголки боевой славы, материалы которых рассказывают о подвиге Василия Новака.
- В городе Сумы, в начале улицы имени Героев Сталинграда, создана аллея Славы, где представлены портреты 39 Героев Советского Союза, чья судьба связана с городом Сумы и Сумским районом, среди которых и портрет Героя Советского Союза В. К. Новака.